# A.R. Kane
 (mars 2019).
Si vous disposez d'ouvrages ou d'articles de référence ou si vous connaissez des sites web de qualité traitant du thème abordé ici, merci de compléter l'article en donnant les références utiles à sa vérifiabilité et en les liant à la section « Notes et références ».
Pour les articles homonymes, voir Kane.
A.R. Kane est un duo britannique formé par Alex Ayuli et Rudy Tambala en 1986. Ayuli affirme avoir inventé l'expression « dream pop » pour décrire sa sonorité à la fin des années 1980 en combinant ses références électroniques (dub et house music), ainsi que le rock psychédélique et le free jazz. Après avoir réalisé deux EPs bien reçus par la critique, ils s'affirme dans le UK Indie Chart avec son album 69 (1988) suivi de i (1989) avec lequel il atteint le top 10.
Le duo cesse en 1994 et plonge dans l'oubli. Certains critiques affirment que le groupe fût un des plus innovateurs et sous-cotés de son époque. En 2012, le label One Little Indian compile ses musiques dans l'album Complete Singles Collection qui permet au groupe de se refaire une réputation.